# Адвентициальный слой
Адвентициальный слой — наружная оболочка полого органа, не покрытая мезотелием (в отличие от серозной оболочки). Представлен тонким слоем рыхлой соединительной ткани, состоящей из фибробластов, гистиоцитов и др. клеточных и волокнистых структур, а также межклеточного вещества соединительной ткани. Адвентициальный слой переходит в окружающую капилляры соединительную ткань, образующую т. н. перикапиллярную зону.